# Jadwiga Tryzno
Jadwiga Ewa Tryzno z domu Borowiec (25 września 1946 w Częstochowie) – polska socjolog, współzałożycielka i dyrektor Muzeum Książki Artystycznej.

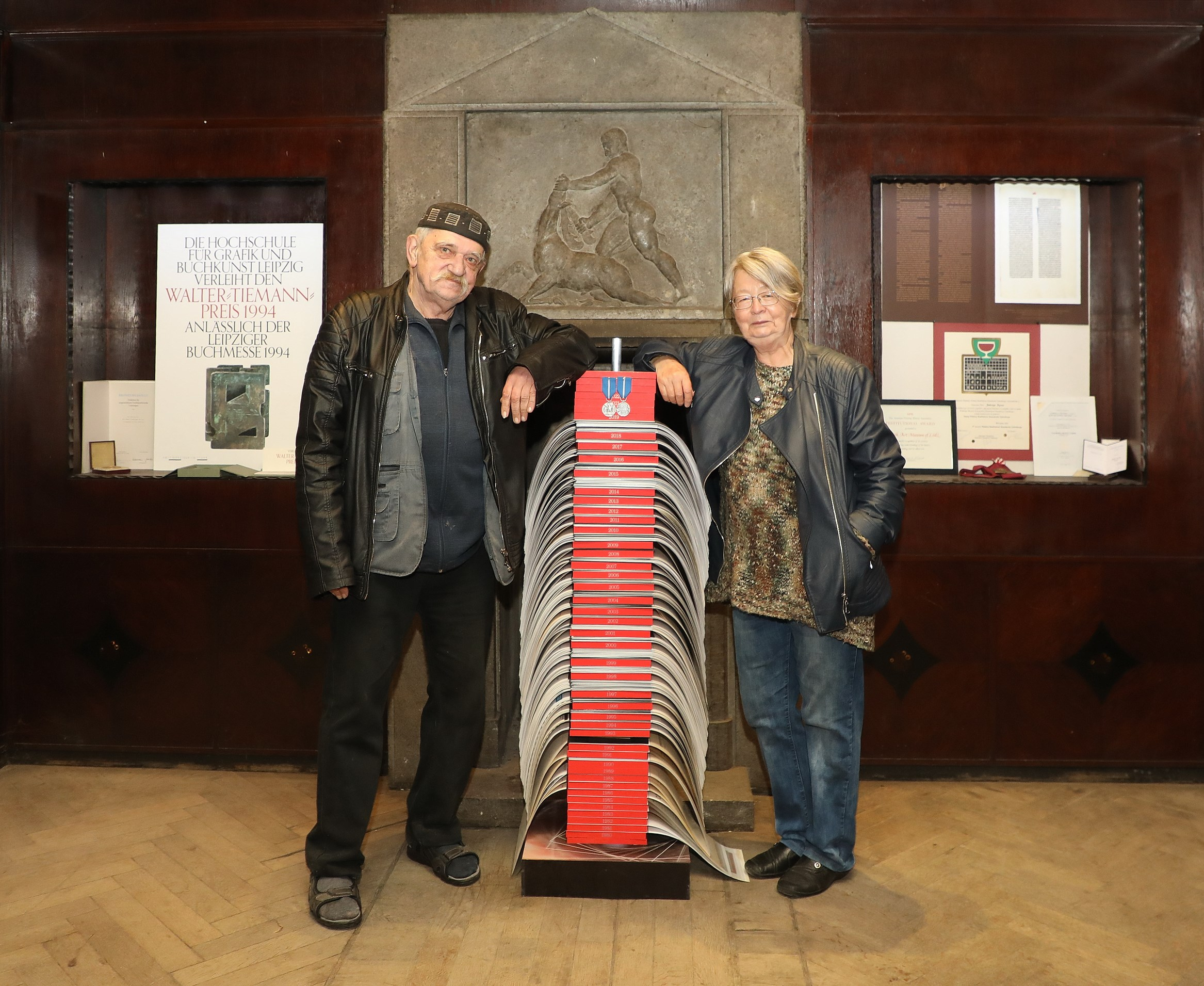
Janusz i Jadwiga Tryzno w siedzibie Muzeum Książki Artystycznej w Łodzi

## Życiorys
Jest absolwentką socjologii na Uniwersytecie Łódzkim (1970). Po studiach do 1981 pracowała w Instytucie Socjologii UŁ. W ramach działalności opozycyjnej W swoim mieszkaniu, przechowywała nielegalne wydawnictwa. W 1981 podczas strajków studenckich robiła zdjęcia strajkujących wydziałach Uniwersytetu Łódzkiego. Jej fotografie zostały wystawione w salonie Łódzkiego Towarzystwa Fotograficznego (1981), a następnie w Centrum Kulturalno-Informacyjnym „Solidarności” przy Zakładach Przemysłu Bawełnianego im. Marchlewskiego.
W 1980 m.in. wraz z mężem – Januszem Tryzną – założyła grupę artystyczną Correspondance des Arts, działającą do 1985 roku. W ramach działającego w latach 1985–2011 Wydawnictwa Correspondance des arts, wraz z mężem zajmowała się działalnością wydawniczą. Wydawnictwo wydało m.in. „Objawienia” Jakuba Boehmego, uznane za najpiękniejszą książkę roku 1994. W 1990 wraz z mężem założyła Fundację Correspondance des arts, w ramach której od 1993 prowadzi Muzeum Książki Artystycznej w Łodzi.
Należała do kapituły Nagrody Złotego Pióra im. Jerzego Katarasińskiego.
W 2013 roku prowadzone przez niego Muzeum Książki Artystycznej otrzymało odznakę honorową „Zasłużony dla Kultury Polskiej”.

### Życie prywatne
W latach 1972–2021 była żoną Janusz Tryzno, z którym ma syna – Pawła.

## Nagrody i wyróżnienia
- Nagroda Miasta Łodzi (1997, wraz z Januszem Tryzno), nagroda za twórczość literacką[10]
- Kawaler Polskiego Bractwa Kawalerów Gutenberga (2000)[4]
- Odznaka „Za Zasługi dla Miasta Łodzi” (2003)[11]
- Medal Stulecia Odzyskanej Niepodległości (2018)[12]